# Gettysburg (Pennsylvania)
Gettysburg borough az USA Pennsylvania államában, Adams megyében, melynek megyeszékhelye is. Az amerikai polgárháború gettysburgi csatájának, majd Abraham Lincoln elnöknek a csatáról megemlékező gettysburgi beszédének helyszíne. Lakosainak száma 7106 fő (2020. április 1.).

## Népesség
A település népességének változása:
| Lakosok száma | 1473 | 7620 | 7106 |
|               | 1830 | 2010 | 2020 |